# OpenJDK
OpenJDK(Open Java Development Kit)는 자바 플랫폼, 스탠더드 에디션 (자바 SE)의 자유-오픈 소스 구현체이다. 이것은 썬 마이크로시스템즈가 2006년에 시작한 노력의 산물이다. 구현체의 라이선스는 링크 예외가 있는 GNU GPL 버전 2이다. GPL 링크 예외가 없었다면 자바 클래스 라이브러리에 링크된 구성 요소들 또한 GPL 라이선스를 적용해야 했을 것이다. OpenJDK는 버전 7 이후로 자바 SE의 공식 레퍼런스 구현체이다.

## 지원 JDK 버전
OpenJDK는 처음에는 자바 플랫폼의 JDK 7 버전에만 기반을 두었다.
별개의 여러 OpenJDK 프로젝트가 있다:
- OpenJDK 9 프로젝트 - JDK 9 기반.
- OpenJDK 8 프로젝트 - JDK 8 기반. 2014년 3월 18일 출시.
- OpenJDK 8u 프로젝트 - JDK 8 기반 및 기존 자바 8 릴리스의 업데이트 생성.
- OpenJDK 7u 프로젝트 - JDK 7 기반 및 기존 자바 7 릴리스의 업데이트 생성.
- OpenJDK 6 프로젝트 - JDK 7 기반. 자바 6의 오픈 소스 버전을 제공하기 위해 보강함.[7][8]

## JDK 설치 예
우분투는 리눅스에서의  jdk 및 jre설치를 지원한다.
Open JRE(Open Java Runtime Environment) 설치 예
> sudo apt-get install openjdk-8-jre
Open JDK (Open Java Development Kit)설치 예
> sudo apt-get install openjdk-8-jdk

## 같이 보기
- GNU 클래스패스
- GCJ
- 아파치 하모니